# Berezne
Berezne (em ucraniano:  Бере́зне, em russo:  Берёзно, em polonês/polaco:  Bereźne) é uma cidade da Ucrânia, situada no Oblast de Rivne. Tem 3,5 km² de área e sua população em 2020 foi estimada em 13.285 habitantes.